# Ano Um
Ano Um (no original em inglês Year One) é um filme americano de 2009, dos gêneros comédia e aventura, dirigido por Harold Ramis, com roteiro deste, Gene Stupnitsky e Lee Eisenberg.
Satirizando o livro de Gênesis, Ano Um acompanha dois homens das cavernas que viajam para a cidade de Sodoma após serem banidos de sua tribo. Durante a jornada, vários problemas surgem pelo caminho uma vez que eles encontram diversas figuras bíblicas. É estrelado por Jack Black, Michael Cera, Christopher Mintz-Plasse e Hank Azaria. O filme marcou a última produção de Harold Ramis antes de sua morte em fevereiro de 2014.
Ano Um foi produzido pela Apatow Company e lançado em 19 de junho de 2009 nos Estados Unidos pela Sony/Columbia Pictures. O filme arrecadou US$ 19,6 milhões no seu fim de semana de estreia nos cinemas estadunidenses e encerrou seu circuito mundial com US$ 62,4 milhões arrecadados, contra um orçamento de US$ 60 milhões. Foi recebido com críticas negativas tanto pela crítica quanto pelo público, recebendo apenas 14% de aprovação com base em 173 comentários no Rotten Tomatoes. No Brasil, o filme foi lançado diretamente em vídeo.

## Enredo
Zed é um caçador e Oh é um coletor de frutos em uma tribo isolada de uma densa floresta. Depois de ser informado que Zed foi visto comendo um fruto da Árvore do Conhecimento do Bem e do Mal, o xamã da aldeia, com apoio do caçador Marlak, decide banir Zed. Após ter sua casa destruída em um incêndio acidental causado por Zed em sua despedida, Oh decide acompanha-lo em sua jornada para descobrir tudo o que o mundo tem a oferecer. Ao longo do caminho, eles encontram e conhecem Caim e Abel; Cain mata Abel com uma pedra em um ato de raiva e informa Zed e Oh que eles devem escapar com ele ou então eles serão acusados de matar Abel.
Depois, Zed e Oh descobrem que as garotas Maya e Eema, interesses românticos da dupla em sua antiga tribo, foram capturadas e estão sendo vendidas como escravas. Eles tentam comprar a liberdade das meninas, mas Cain acaba vendendo Zed e Oh também como escravos. Enquanto são levados para uma aldeia pelo proprietário com todos os outros escravos de sua tribo, os sodomitas atacam e fazem os escravos prisioneiros, embora Zed e Oh escapem e se escondam em uma duna do deserto, observando os sodomitas.
Na manhã seguinte, Zed e Oh descobrem que os sodomitas partiram com os escravos. Eles partem para salvar Maya e Eema dos sodomitas. A dupla chega a uma montanha e encontram Abraão prestes a matar seu filho Isaac. Zed os impede, alegando que o Senhor o enviou para fazer isso. Abraão, como forma de agradecimento, os leva para sua aldeia hebraica e lhes fala sobre as cidades de Sodoma e Gomorra.
Zed e Oh fogem para Sodoma para escaparem de serem circuncidados por Abraão. Ao chegarem em Sodoma, eles são capturados. Caim, agora um soldado sodomita, os salva de serem sodomizados, chamando-os de "seus irmãos". Os dois lembram que foram vendidos por Caim como escravos e Caim se desculpa e lhes oferece comida. Enquanto Caim os leva para um tour pela cidade, Zed e Oh são oferecidos por Caim para se tornarem guardas. Pouco depois eles se tornam guardas e patrulham a cidade; eles conhecem a princesa Inanna, que está jejuando porque se sente culpada por grande parte da cidade estar morrendo de fome. Naquela noite, em uma festa, Zed é convidado pela princesa para conversar com ela.
Dentro do palácio, Zed vê Maya e Eema servindo como escravas, enquanto Oh é forçado a seguir as ordens do afeminado sumo-sacerdote ao redor do palácio. Zed conhece a princesa Inanna e ela pede a ele para entrar na sala do Santo dos Santos e dizer a ela como é, pensando que Zed é o "escolhido" de Deus. Dentro do templo, Zed encontra Oh, que está se escondendo do sumo sacerdote. Lá, eles entram em uma discussão acalorada e são presos por entrarem no templo. Os dois são condenados à morte por apedrejamento, mas Zed convence os sodomitas a terem misericórdia, então eles são sentenciados a trabalhos forçados até morrerem de exaustão e fome. O rei então anuncia que sacrificará sua filha e duas virgens, Maya e Eema, como um presente aos deuses.
Zed interrompe a cerimônia, alegando que ele é o "escolhido". Um motim começa: Oh salva Eema e Abraão chega com os hebreus para derrubar o rei. Oh e Eema ficam dentro do palácio e têm sua primeira relação sexual, o que salva Eema do sacrifício, uma vez que ela não é mais virgem. Eles então saem para ajudar Zed a lutar contra os soldados, incluindo Cain. A multidão mata todos os líderes e proclama Zed como o líder, sendo o "escolhido". Zed recusa, deixando Inanna governar e em vez disso se torna um explorador com Maya, que é agora sua esposa. Oh se torna o líder da aldeia onde toda a aventura começou e os dois se despedem e seguindo caminhos separados com Oh voltando para a tribo e Zed indo desbravar o mundo.

## Elenco
- Jack Black como Zed, filho de Zero
- Michael Cera como Oh, filho de Ooh
- Olivia Wilde como Princesa Inanna[5]
- June Diane Raphael como Maya
- David Cross como Caim
- Gabriel Sunday como Seti
- Paul Rudd como Abel[6] (não creditado)
- Juno Temple como Eema, filha de e irmã de Zed
- Matthew J. Willig como Marlak
- Horatio Sanz como Enmebaragesi
- Oliver Platt como sumo sacerdote
- Christopher Mintz-Plasse como Isaac
- Eden Riegel como Lilite
- Hank Azaria como Abraão
- Bill Hader como o xamã
- Vinnie Jones como Sargão
- Harold Ramis como Adão
- Rhoda Griffis como Eva
- Xander Berkeley como o rei
- Gia Carides como a rainha
- Paul Scheer como pedreiro
- David Pasquesi como primeiro-ministro
- Kyle Gass como Zaftig, o eunuco
- Marshall Manesh como comerciante de escravos
- Bryan Massey como Nova Guarda

## Produção

### Música
A trilha sonora de Ano Um foi composta por Theodore Shapiro, que gravou sua trilha sonora com os instrumentos de banda contemporânea, e um conjunto de 75 peças da Hollywood Studio Symphony no Sony Scoring Stage.

### Censura da MPAA
O filme foi originalmente avaliado com a classificação "R" por conter leves "conteúdos sexuais e linguagem depreciativa" pela MPAA. Apatow e Ramis compareceu perante o conselho de recorrer da classificação para a PG-13, mas foi mantida. Depois que os cineastas fizeram cortes no filme, Ano Um foi reclassificado como PG-13.

## Recepção

### Reação crítica
O filme recebeu críticas negativas por parte dos críticos. O consenso crítico do site Rotten Tomatoes resumiu o filme como "uma comédia mal executada e descuidada", relatando que 14% dos críticos do site deram opiniões positivas com base em 173 revisões com uma pontuação média de 3.9/10. De acordo com outro site, Metacritic, o filme possui uma pontuação 34/100 com base em 28 resenhas, indicando "críticas geralmente negativas". O público pesquisado pelo CinemaScore deu ao filme uma nota média "B−" numa escala de "A+" a "F".
Claudia Puig, do jornal USA Today, declarou que o filme é "disperso e bobo, desperdiçando seu potencial ao confiar no humor obsceno juvenil". Roger Ebert, do Chicago Sun-Times, deu ao filme apenas uma estrela de quatro em sua crítica, afirmando que o filme "é uma experiência triste e tudo o que o seu final consegue fazer de bom é encerrá-lo". Kyle Smith do New York Post deu ao filme uma estrela e meia de cinco, dizendo que o filme era "na melhor das hipóteses, medíocre".

### Bilheteria
Ano Um abriu em quarto lugar nas bilheterias dos Estados Unidos em sua semana de estreia. O filme arrecadou US$ 43.337.279 nas bilheterias norte-americanas e mais US$ 16.899.152 mundialmente, para um total de US$ 62.357.900.